# Synedoida garthi
Synedoida garthi là một loài bướm đêm trong họ Erebidae.